# 久世嘉左衛門
久世 嘉左衛門（嘉左衞門、くせ かざえもん、1853年11月14日（嘉永6年10月14日）- 1926年（大正15年）5月27日）は、明治から大正期の酒造家、実業家、政治家。衆議院議員、石川県河北郡津幡町長。

## 経歴
加賀国河北郡清水村（石川県河北郡清水村を経て現津幡町字清水）で、油屋・質屋・酒造業を営む家に生まれた。
津幡町会議員を務めた。1891年（明治24年）7月、河北郡会議員となる。1892年（明治25年）6月、津幡町長に就任した。
1898年（明治31年）3月、第5回衆議院議員総選挙（石川県第3区、自由党）で当選し、衆議院議員に1期在任。1908年（明治41年）5月の第10回総選挙（石川県郡部、立憲政友会）では落選した。
1911年（明治44年）2月、石川県会議員補欠員に当選し、1915年（大正4年）9月、県会議員に当選。立憲政友会に所属した。